# Religioni in Laos
La religione più diffusa in Laos è il buddhismo. Secondo i dati del censimento del 2015, i buddhisti sono circa il 65% della popolazione; il cristianesimo è seguito da circa l'1,5% della popolazione, mentre il 2% della popolazione segue altre religioni e il restante 31,5% della popolazione non ha una specifica affiliazione religiosa. Secondo il Fronte Laotiano per lo Sviluppo Nazionale, un'organizzazione delegata dal Partito Rivoluzionario del Popolo Lao all'amministrazione delle organizzazioni religiose, questa restante parte della popolazione comprende circa 50 gruppi etnici minoritari, che in maggioranza praticano la religione tradizionale basata su credenze animiste. Secondo stime del Pew Research Center riferite al 2020, la religione tradizionale del popolo laotiano sarebbe seguita da circa il 33% della popolazione e sarebbe quindi la seconda religione del Paese dopo il buddhismo, seguito dal 64% della popolazione; i cristiani sarebbero l'1,5% della popolazione, mentre il restante 1,5% della popolazione in parte seguirebbe altre religioni e in parte non seguirebbe alcuna religione. La costituzione del Laos riconosce la libertà di religione, ma con le limitazioni stabilite dalla legge. Lo stato riconosce ufficialmente quattro religioni: buddhismo, cristianesimo, islam e religione bahai. Il buddhismo gode di uno status privilegiato, perché il governo può incorporare i rituali buddhisti nelle cerimonie di stato e promuovere il buddhismo come elemento dell'identità culturale e spirituale del Paese. Tutti i gruppi religiosi devono registrarsi con il Ministero dell'Interno se operano a livello nazionale oppure con le autorità della provincia o del distretto se operano al livello locale; solo i gruppi registrati possono avere edifici adibiti al culto. Il governo può vietare l'attività di un gruppo religioso se le sue credenze non sono in accordo con le leggi o i regolamenti e se le sue attività minacciano la stabilità nazionale, la pace e l'ordine sociale o se danneggia l'armonia fra gruppi etnici o religiosi. L'importazione di materiale religioso è soggetta all'esame preventivo del Ministero della Cultura. Il governo promuove l’insegnamento della religione buddhista nella scuola pubblica. In Laos esistono anche scuole private affiliate con le religioni riconosciute, che accettano studenti di qualsiasi credo religioso.

## Religioni presenti

### Buddhismo
La maggioranza dei laotiani segue il buddhismo della tradizione theravada. Nel Paese vi sono minoranze cinesi e vietnamite che seguono il buddhismo mahayana. 

### Cristianesimo
In Laos sono presenti sia cattolici che protestanti. Oltre alla Chiesa cattolica, il governo ha riconosciuto ufficialmente solo due denominazioni protestanti, la Chiesa evangelica del Laos (che riunisce la maggior parte dei protestanti presenti in Laos) e la Chiesa cristiana avventista del settimo giorno. 

### Religione popolare tradizionale
La religione popolare tradizionale del Laos è panteista e animista: è centrata sulla credenza che gli spiriti abitino in tutte le cose e sulla venerazione degli spiriti degli antenati, che viene effettuata con offerte di fiori e cibi. Molti laotiani praticano un sincretismo religioso, fondendo le credenze e pratiche tradizionali con quelle del buddhismo theravada.

### Altre religioni
In Laos sono presenti piccoli gruppi di musulmani, bahai, induisti, confuciani e taoisti.